# Центар за црквене студије Ниш
Центар за црквене студије основан је на Светог Луку, 31. октобра 2001. године у Нишу.

## О Центру
Оснивачка скупштина Центра је потврдила ту одлуку 28. фебруара 2002. године. За управника Центра изабран је проф. др Драгиша Бојовић, а за секретара др Владимир Цветковић. Центар је основан са намером да обједини научни потенцијал у истраживању православне културе и духовности. То је било могуће кроз стварање респектабилне институције, која ће јасно дефинисати своје циљеве и инсистирати на њиховом остваривању без обзира на евентуалне потешкоће у функционисању. Задатак се чинио још тежим с обзиром да је Центар, кроз недвосмислен методолошки приступ, јасно промовисао сагласје између црквене и научне димензије у програмској оријентацији. То је, са једне стране, довело до извесне подозривости у једном делу локалне и шире научне јавности, а на другој страни до сталног узрастања институције и стварања значајног међународног угледа. Без обзира на све проблеме који су пратили рад Центра за црквене студије у протеклих петнаест година, он је постигао значајне резултате на свим оним пољима која су дефинисана у оснивачким задацима. Центар је окупио велики број научника из Ниша и импозантан број сарадника из Србије и иностранства.. Може се слободно рећи да је на волонтерским принципима створена угледна научна институција која је остварила професионалне резултате. У протеклим годинама организовано је неколико значајних међународних и националних научних скупова и духовних семинара; формирана је Библиотека Свети Владика Николај; објављено је преко 50 књига књига и 14 бројева часописа Црквене студије. Неколико година наградом Старац Исаија Центар је стимулисао и награђивао најбоље дипломце из области црквених студија у Србији, Црној Гори и Републици Српској. Неки од њих данас су угледни научни истраживачи. Специјалном наградом, Благодарницом, Центар за црквене студије је одавао признање светским научницима који су афирмисали српску културу и православну духовност у свету. Ту награду су добили проф. др Јоанис Тарнанидис из Солуна, проф. др Жан Клод Ларше из Стразбура и проф. др Александар Наумов из Кракова. Добитници овог признања су и Патријарх српски Иринеј, проф. др Милан Радуловић и проф. др Радослав Бубањ. Центар за црквене студије је добио најзначајније градско признање, награду 11. јануар, као и награду Међународног сајма књига у Нишу Иницијал. Центар је један од оснивача Међународне научне мреже Pax Byzantino-Slava. Данас Центар за црквене студије чине следећи чланови: Драгиша Бојовић, Бранко Горгиев, Слађана Ристић Горгиев, Ненад Живановић, Снежана Бојовић, Ана Рочкомановић, Владимир Цветковић, Кармен Цветковић, Јасмина Радовановић, Слободанка Илић Тасић, Дарко Крстић, Владимир Алексић, Марија Копривица, Горан Голубовић, Сунчица Денић, Драган Стаменковић, Мирко Станимировић, Миодраг Миладиновић, Игор Коцић, Драган Стојаковић, Владан Станковић и Јелена Стошић. Управник Центра је проф. др Драгиша Бојовић, заменик проф. др Бранко Горгиев, а секретар доц. др Владимир Алексић. Чланови Управе су и др Дарко Крстић и Јасмина Радовановић.

## Издавачка делатност

### Зборници са научних скупова
- Владета Јеротић – делом у времену,2005.
- Манастир Бањска и доба краља Милутина,2007.
- Свети Никита из Ремезијане,2007.
- Православна теологија и култура,2009.
- Стефан Немања и Топлица,2011.
- Историја и значај Призренске богословије,2013.
- Свети цар Константин и хришћанство, 1-2,2013.
- Saint Emporer Constantine and Christianity (зборник резимеа),2013.

### Монографије
- Жан Клод Ларше, Пут, истина, живот,2004.
- Жан Клод Ларше, Теологија болести,2008.
- Жан Клод Ларше, Иконограф и уметник,2011.
- Драгиша Бојовић, Свети Јефрем Сирин и српска црквена књижевност,2003.
- Драгиша Бојовић, Српска есхатолошка књижевност,2004.
- Драгиша Бојовић, Трпеза Премудрости,2009.
- Драгиша Бојовић, Манастири у Старом Колашину,2010.
- Александар Наумов, Старо и ново,2009.

### Студије о књижевности православних Словена
- Василије Марковић, Православно монаштво и манастири у средњевековној Србији,2002.
- Ренато д’ Антига, Византијска Венеција,2008.
- Димитрије Плећевић, Свети великомученик Прокопије, заштитник града Ниша,2008.
- Слађана Ристић Горгиев, Логос и бесмртност,2007.
- Милентије Ђорђевић, Беседништво код Срба,2007.
- Владимир Цветковић, Бог и време. Учење о времену Светог Григорија Ниског,2013.
- Владимир Алексић, Живот и дело Михаила Динића,2009.
- Марија Копривица, Попови и протопопови Српске цркве у средњем веку,2012.
- Светозар Стајић, Манастир Свети Аранђео,2010.
- Мирко Станимировић, Црква Свети Никола,2010.
- Вера Милосављевић, Црква у Баноштру,2014.
- Срђан Младеновић, Крушевска метохија. Хиландарски посед у Хвосну,2013.

### Библиографије
- Бојана Мелцер, Манастир Хиландар,2003.
- Бојана Мелцер, Манастир Сопоћани,2002.
- Бојана Мелцер, Манастир Ђурђеви Ступови,2004.
- Весна Ристић, Исихазам у Србији,2006.
- Весна Ристић, Снежана Бојовић, Ирена Арсић, Библиографија Владете Јеротића,2008.
- Снежана Бојовић, Библиографија часописа Свети кнез Лазар,2003.
- Весна Црногорац, Снежана Бојовић, Библиографија Центра за црквене студије,2009.

### Друга издања
- Ђорђе Сп. Радојичић, Гојко Суботић, Из прошлости Манастира Светог Јована Богослова,2002.
- Митрополит Ђорђе Николајевић, О Дубровнику и Дубровчанима,2006.
- Митрополит Апостолос Папаконстандину, Како ће поверовати у онога за кога не чуше
- Миливоје Р. Јовановић, Свети Сава у епским народним песмама,2004.
- Драгиша Бојовић, Развијање свитка. Прилози из историје,2009.
- Слађана Ристић Горгиев, Поуке Св. Симеона Новог Богослова,2011.
- Црква Светог Пантелејмона у Нишу,2002, приредио Драгиша Бојовић
- Месецослов Јерусалимскога типика,2003, приредио Виктор Савић
- Мисли старих српских писаца и духовника о љубави,2006, приредио Драгиша Бојовић
- Молитве Светога Саве,2002, приредио Драгиша Бојовић
- Слово љубави. Од Светог апостола Павла до Светог Николаја Српског,2007.

## Часопис
Центар за црквене студије објављује и часопис Црквене студије.Црквене студије су референтни часопис категоризован у Министарству просвете и науке (М24), а налази се и на листи категоризованих часописа Универзитета у Београду. Појавило се и неколико рецензија Црквених студија у угледним светским часописима: Бизантинославика (Чешка), Славистичке студије (Италија), Прилози за књижевност, историју и фолклор (Србија), Волшебнаја гора (Русија), Скрипта, Староблгарска литература (Бугарска) итд.
За уређивање часописа проф. др Драгиша Бојовић је добио угледну награду ‘’Константин Острошки” у Пољској.

## Библиотека ”Свети Владика Николај”
Један од значајнијих сегмената рада Центра је и оснивање Библиотеке Свети Владика Николај. Она има око 4 000 библиотечких јединица. Монографске публикације су унете у електронски каталог.
Поред најновијих издања из теологије, историје, књижевности, историје уметности и других области, Библиотека поседује и драгоцену збирку старих и ретких књига, као и одломак рукописног минеја из XIV века.
Књиге се набављају углавном разменом и путем поклона.
Библиотека Свети Владика Николај је уписана у регистар универзитетских и факултетских библиотека Србије.
Од оснивања у Библиотеци волонтирају студенти србистике, Филозофског факултета, Универзитета у Нишу.